# St. Mary's (metropolitana di Londra)
St. Mary's, talvolta indicata anche come Saint Mary's e in seguito ribattezzata St. Mary's (Whitechapel Road), è stata una stazione fantasma della metropolitana di Londra, servita all’epoca dalle linee Metropolitan e District.
La stazione, aperta al pubblico nel 1884 dalla Metropolitan Railway, chiuse nel 1938 poiché risultava troppo vicina alla fermata di Aldgate East. Dopo la chiusura fu utilizzata come rifugio antiaereo; tuttavia, nel 1940, l'edificio della stazione, dopo essere stata colpito da una bomba, fu demolito poiché diventò praticamente inutile.

## Storia

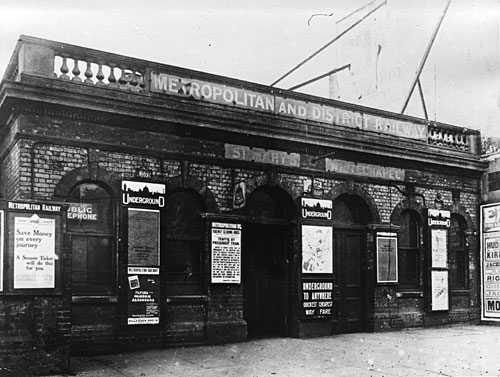
La stazione nel 1916.

### Dal 1884 al 1938
Aperta il 3 marzo 1884 dalla Metropolitan Railway (oggi la Linea Metropolitan) sotto il nome di "St. Mary's", la stazione venne inizialmente servita dai treni della MR, della Metropolitan District Railway (oggi la Linea District) e, per un breve periodo, anche dalla South Eastern Railway, che operava su quella che è oggi la East London Line. Nel 1923 venne rinominata "St. Mary's (Whitechapel Road)".
La stazione è sempre stata molto piccola e molto vicina alle adiacenti stazioni di Aldgate East e Whitechapel.
Nel 1938, lo scalo di Aldgate East venne spostato leggermente più a est e alla fine risultò che quest'ultimo distasse solo poche centinaia di metri dalla fermata di St. Mary. Quindi quest'ultima, per questa ragione (è infruttuoso tenere aperte due stazioni poco distanti tra loro, considerando i costi che comportano il personale e la manutenzione), chiuse il 30 aprile 1938.

### Durante la seconda guerra mondiale
Durante la seconda guerra mondiale, St. Mary's venne riaperta in via del tutto straordinaria come rifugio antiaereo; l'adattamento della stazione a rifugio provocò la trasformazione della stessa e della zona circostante. Per provvedere un accesso sicuro alla stazione, infatti, venne costruito un tunnel che la connetteva all'adiacente cinema Rivoli.
Alla stazione, invece, vennero apportate alcune modifiche per la sicurezza dei rifugiati. Le estremità delle banchine furono murate per separare i rifugi e i binari della metropolitana, sui quali correvano ancora i treni. Comunque il 22 ottobre 1940 l'edificio venne colpito da una bomba e venne seriamente danneggiato. La stazione dopo l'avvenimento, in quanto diventò pressoché inutilizzabile, fu demolita.
Ciononostante esiste ancora un particolare che testimonia la sua esistenza; infatti le stazioni murate per separare il rifugio e i binari sono ancora accessibili dallo staff della metrò londinese tramite un'anonima porta che dà su Whitechapel Road. Utilizzando la metropolitana è ancora possibile capire dov'era la stazione; infatti le estremità murate e la volta a botte del tetto del rifugio sono appena visibili dai treni che passano. A volte, i treni che vengono fermati da un semaforo rosso fra le stazioni di Whitechapel e Aldgate East si arrestano in corrispondenza delle vecchie banchine di St. Mary's.

## La St. Mary's Curve
La stazione, sebbene sia chiusa, dà ancora il nome al tunnel che connette la  District Line all'East London Line, la St. Mary's Curve.
La St. Mary's Curve, fino al 2007, veniva infatti utilizzata per trasferire treni della metropolitana di Londra, senza passeggeri, fra la Metropolitan line e la East London Line, dato che le due linee utilizzavano lo stesso tipo di treni. Ciò poteva risultare utile, per esempio, quando una delle due linee necessitava di ulteriori convogli. La galleria era tuttavia molto difficile da usare, poiché per essa poteva transitare solo un treno alla volta.
Con il passaggio, avvenuto fra il 2007 e il 2010, della East London Line dalla metropolitana di Londra alla London Overground, il collegamento fra le due reti non è più necessario e non viene utilizzato. Il tunnel della St. Mary's Curve esiste ancora, ma gli scambi sono stati rimossi.